# 黒部市立明峰中学校
黒部市立明峰中学校（くろべしりつめいほうちゅうがっこう）は、富山県黒部市に所在する公立中学校。

## 沿革
2020年4月に黒部市立桜井中学校と黒部市立宇奈月中学校が統合して、開校した。校舎は旧桜井中学校の敷地に新たに建設した。
校名は学校から望む北アルプスの峰々から日が昇る景色の様に、人生を明るく気高く歩んで欲しいという願いを込めて名付けられた。
開校時の生徒数は538名。

## 周辺
- 国道8号
- 富山県道14号黒部宇奈月線
- 富山地方鉄道荻生駅